# Странное время
«Странное время» — российский фильм 1997 года, эротическая драма, режиссёрский дебют Натальи Пьянковой.

## Сюжет
Три истории любви, страсти или секса, которые рассказывают трое друзей, распивая бутылочку на крыше.
В первой истории Санчжар (Глеб Сошников) рассказывает, как к нему на съёмную квартиру пришла некая Вера (Наталья Пьянкова) и утверждает, что у неё с ним был роман. Он не спорит, у них возникаю интимные отношения, а вскоре оказывается, что приехала она к его соседу, однако, он уже в неё влюбился.
Во второй истории молодой Борис (Олег Фомин) вместе со своей подругой (Мария Гангус) заселяется в небольшую квартиру, где их соседями оказывается смазливый паренек и его беременная жена Ира (Ирина Забродина), с которыми завязывается четырехугольник отношений.
В третей истории общая знакомая трёх друзей Алла (Елена Майорова) в ресторане с первого взгляда влюбилась в симпатичного паренька (Олег Васильков). Она весь вечер пыталается его соблазнить, отбиваясь от остальных ухажёров, а когда привела его домой, её ждал неожиданный сюрприз.

## В ролях
- Елена Майорова — Алла
- Олег Фомин — Борис
- Глеб Сошников — Санчжар
- Наталья Пьянкова — Вера
- Сергей Виноградов — Алексей
- Мария Гангус — Вика, Нина
- Олег Васильков — Пётр
- Ирина Забродина — Ира
- Олег Панявин — Олег
- Алексей Сандула — Лёша
- Александр Хван — приятель Саши
- Николай Лещуков — «крутой» в ресторане

## Критика
А Пьянкова-то не обманула: сняла-таки манифест поколения. ... 1990-е были — не помимо всего прочего, а в первую очередь — немыслимо сексуальными. Через фильтр секса, если не брать в расчет восприятие мира политшизой, пропускалось «все прочее» — и деньги, и смерть. А где секс, там и ложь.— киновед Михаил Трофименков, 2016 год

## Фестивали и награды
- 1997 — 8-й кинофестиваль «Кинотавр» — участие в основной конкурсной программе: номинация на Гран-при фестиваля
- 2006 — 4-й фестиваль «Московская премьера» — Приз зрительских симпатий за лучший фильм в конкурсе «Премьера после премьеры»

## Рецензии
- Михаил Трофименков — «Странное время» // Коммерсантъ, 21 октября 2016
- Станислав Ростоцкий — Система вещей // Сеанс, 1 апреля 2016